# Alayah Pilgrim
Alayah Pilgrim (Muri, 29 aprile 2003) è una calciatrice svizzera, attaccante della Roma e della nazionale svizzera.

## Biografia
Nata da madre svizzera e padre marocchino, originario di Adouar (Taroudant), Alayah Pilgrim è cresciuta a Muri, nel canton Argovia, dove da ragazzina ha mosso i primi passi nel calcio dovendo, nel contempo, nascondere la passione alla madre che non le permetteva di iscriversi a un club.

## Carriera

### Club
Dopo aver deciso comunque di allenarsi di nascosto con il club della cittadina in cui viveva con la famiglia, l'FC Muri, il suo allenatore intervenne presso la famiglia e riuscì finalmente a convincere la madre di Alayah a lasciarla giocare. L'FC Muri non aveva una sezione femminile, quindi Alayah giocò nelle sue formazioni giovanili miste fino al raggiungimento dei 14 anni, età massima consentita dal regolamento federale per giocare con i ragazzi.
Nell'estate 2017 si trasferisce all'Aarau, da quella stagione club indipendente nato dalla scissione dall'Aarau 1902, primo club interamente femminile a cui si è iscritta per completare la sua formazione. All'inizio della sua prima stagione della società con sede a Suhr viene impiegata solo nella formazione under-17, ma già dalla stagione 2018-2019 è aggregata alla prima squadra che disputa la Lega Nazionale B, secondo livello del campionato svizzero femminile di calcio. Sotto a guida del tecnico Charles Grütter fa il suo debutto in LNB il 18 agosto 2018, scendendo in campo da titolare nell'incontro perso in trasferta 3-1 con il Derendingen. Rimane legata al club per un'altra stagione, accumulando 25 presenze, con 14 reti, in Lega Nazionale B, alle quali si aggiungono 4 gol su 2 partite di Coppa Svizzera.
Nel 2020 all'età di 17 anni si trasferisce nel Basilea, club con il quale firma per 2 anni. Alla scadenza dei 2 anni, il 10 ottobre 2022, firma per lo Zurigo , aiutando la squadra a conquistare il titolo del campionato svizzero femminile di calcio nella stagione 2022-2023, e facendo il suo esordio nella UEFA Women's Champions League.

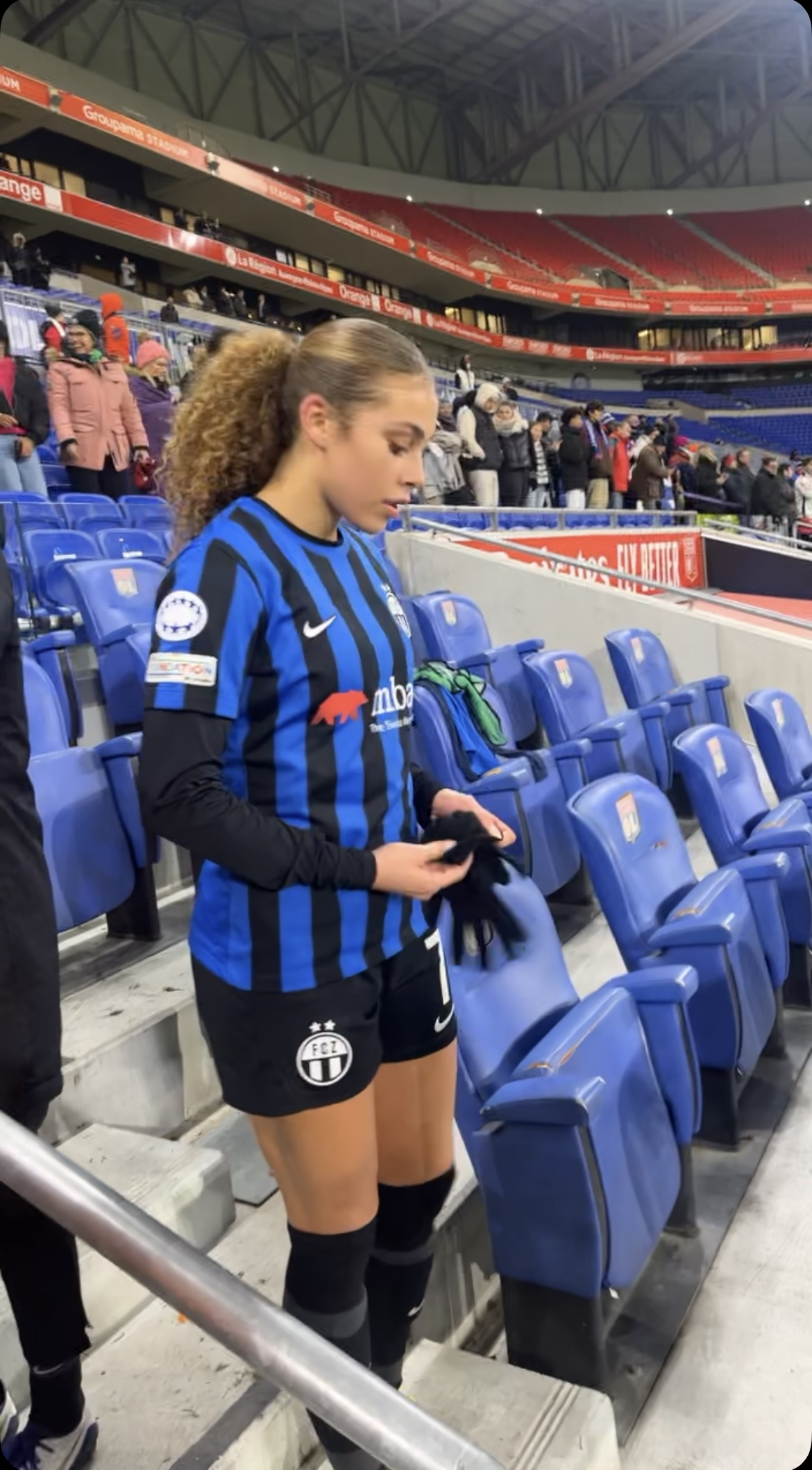
Alayah Pilgrim con la maglia dello.

Il 26 gennaio 2024, Pilgrim viene acquistata a titolo definitivo dalla Roma, firmando un contratto fino al 30 giugno 2027. Fa quindi il suo esordio in campionato il giorno dopo, subentrando a Emilie Haavi al 76º minuto della partita vinta per 2-0 contro la Sampdoria. Il 3 marzo seguente, segna la sua prima rete in maglia giallorossa, marcando il gol del 2-0 finale nella vittoria in casa del Milan, valida per la gara di andata delle semifinali di Coppa Italia.

## Statistiche

### Presenze e reti nei club
Statistiche aggiornate al 17 maggio 2025.
| Stagione        | Squadra         | Campionato      | Campionato | Campionato | Coppe nazionali | Coppe nazionali | Coppe nazionali | Coppe continentali | Coppe continentali | Coppe continentali | Altre coppe | Altre coppe | Altre coppe | Totale | Totale |
| Stagione        | Squadra         | Comp            | Pres       | Reti       | Comp            | Pres            | Reti            | Comp               | Pres               | Reti               | Comp        | Pres        | Reti        | Pres   | Reti   |
| --------------- | --------------- | --------------- | ---------- | ---------- | --------------- | --------------- | --------------- | ------------------ | ------------------ | ------------------ | ----------- | ----------- | ----------- | ------ | ------ |
| 2018-2019       | Aarau           | LNB             | 18         | 8          | CS              | 2               | 4               | -                  | -                  | -                  | -           | -           | -           | 20     | 12     |
| 2019-2020       | Aarau           | LNB             | 7          | 6          | CS              | 0               | 0               | -                  | -                  | -                  | -           | -           | -           | 7      | 6      |
| Totale Aarau    | Totale Aarau    | Totale Aarau    | 25         | 14         | -               | 2               | 4               | -                  | -                  | -                  | -           | -           | -           | 27     | 18     |
| 2020-2021       | Basilea         | WSL             | 17         | 6          | CS              | 4               | 0               | -                  | -                  | -                  | -           | -           | -           | 21     | 6      |
| 2021-2022       | Basilea         | WSL             | 12         | 3          | CS              | 1               | 4               | -                  | -                  | -                  | -           | -           | -           | 13     | 7      |
| Totale Basilea  | Totale Basilea  | Totale Basilea  | 29         | 9          | -               | 5               | 4               | -                  | -                  | -                  | -           | -           | -           | 34     | 13     |
| 2022-2023       | Zurigo          | WSL             | 17         | 6          | CS              | 4               | 2               | UWCL               | 8                  | 1                  | -           | -           | -           | 29     | 9      |
| 2023-2024       | Zurigo          | WSL             | 10         | 4          | CS              | 1               | 5               | UWCL               | 3                  | 0                  | -           | -           | -           | 14     | 9      |
| Totale Zurigo   | Totale Zurigo   | Totale Zurigo   | 27         | 10         | -               | 5               | 7               | -                  | 11                 | 1                  | -           | -           | -           | 43     | 18     |
| gen.-giu. 2024  | Roma            | A               | 10         | 1          | CI              | 4               | 1               | UWCL               | -                  | -                  | -           | -           | -           | 14     | 2      |
| 2024-2025       | Roma            | A               | 14         | 1          | CI              | 4               | 1               | UWCL               | 2                  | 0                  | SI          | 0           | 0           | 20     | 2      |
| Totale Roma     | Totale Roma     | Totale Roma     | 24         | 2          | -               | 8               | 2               | -                  | 2                  | 1                  | -           | -           | -           | 34     | 4      |
| Totale carriera | Totale carriera | Totale carriera | 105        | 35         | -               | 20              | 17              | -                  | 13                 | 1                  | -           | -           | -           | 138    | 53     |

### Presenze e reti in nazionale
| Cronologia completa delle presenze e delle reti in nazionale ― Svizzera | Cronologia completa delle presenze e delle reti in nazionale ― Svizzera | Cronologia completa delle presenze e delle reti in nazionale ― Svizzera | Cronologia completa delle presenze e delle reti in nazionale ― Svizzera | Cronologia completa delle presenze e delle reti in nazionale ― Svizzera | Cronologia completa delle presenze e delle reti in nazionale ― Svizzera | Cronologia completa delle presenze e delle reti in nazionale ― Svizzera | Cronologia completa delle presenze e delle reti in nazionale ― Svizzera |
| Data                                                                    | Città                                                                   | In casa                                                                 | Risultato                                                               | Ospiti                                                                  | Competizione                                                            | Reti                                                                    | Note                                                                    |
| ----------------------------------------------------------------------- | ----------------------------------------------------------------------- | ----------------------------------------------------------------------- | ----------------------------------------------------------------------- | ----------------------------------------------------------------------- | ----------------------------------------------------------------------- | ----------------------------------------------------------------------- | ----------------------------------------------------------------------- |
| 22-9-2023                                                               | San Gallo                                                               | Svizzera                                                                | 0 – 1                                                                   | Italia                                                                  | UEFA Women's Nations League 2023-2024 - 1º turno                        | -                                                                       | 80’                                                                     |
| 26-9-2023                                                               | Cordova                                                                 | Spagna                                                                  | 5 – 0                                                                   | Svizzera                                                                | UEFA Women's Nations League 2023-2024 - 1º turno                        | -                                                                       | 61’                                                                     |
| 27-10-2023                                                              | Goteborg                                                                | Svezia                                                                  | 1 – 0                                                                   | Svizzera                                                                | UEFA Women's Nations League 2023-2024 - 1º turno                        | -                                                                       | 65’                                                                     |
| 31-10-2023                                                              | Zurigo                                                                  | Svizzera                                                                | 1 – 7                                                                   | Spagna                                                                  | UEFA Women's Nations League 2023-2024 - 1º turno                        | 1                                                                       | 66’                                                                     |
| 1-12-2023                                                               | Lucerna                                                                 | Svizzera                                                                | 1 – 0                                                                   | Svezia                                                                  | UEFA Women's Nations League 2023-2024 - 1º turno                        | -                                                                       | 70’ 84’                                                                 |
| 5-12-2023                                                               | Parma                                                                   | Italia                                                                  | 3 – 0                                                                   | Svizzera                                                                | UEFA Women's Nations League 2023-2024 - 1º turno                        | -                                                                       | 58’                                                                     |
| 23-2-2024                                                               | San Pedro Alcántara                                                     | Polonia                                                                 | 1 – 4                                                                   | Svizzera                                                                | Amichevole                                                              | 1                                                                       | 64’                                                                     |
| 5-4-2024                                                                | Zurigo                                                                  | Svizzera                                                                | 3 – 1                                                                   | Turchia                                                                 | Qual. Euro 2025                                                         | 1                                                                       | 79’                                                                     |
| 9-4-2024                                                                | Baku                                                                    | Azerbaigian                                                             | 0 – 4                                                                   | Svizzera                                                                | Qual. Euro 2025                                                         | 1                                                                       | 46’                                                                     |
| 21-2-2025                                                               | Berna                                                                   | Svizzera                                                                | 1 – 0                                                                   | Islanda                                                                 | UEFA Women's Nations League 2025 - 1° turno                             | -                                                                       | 61’ 90+1’                                                               |
| 4-4-2025                                                                | San Gallo                                                               | Svizzera                                                                | 0 – 2                                                                   | Francia                                                                 | UEFA Women's Nations League 2025 - 1° turno                             | -                                                                       | 46’                                                                     |
| 30-5-2025                                                               | Tomblaine                                                               | Francia                                                                 | 4 – 0                                                                   | Svizzera                                                                | UEFA Women's Nations League 2025 - 1º turno                             | -                                                                       | 61’                                                                     |
| 3-6-2025                                                                | Sion                                                                    | Svizzera                                                                | 0 – 2                                                                   | Norvegia                                                                | UEFA Women's Nations League 2025 - 1° turno                             | -                                                                       | 78’                                                                     |
| 2-7-2025                                                                | Basilea                                                                 | Svizzera                                                                | 1 – 2                                                                   | Norvegia                                                                | Euro 2025 - 1° turno                                                    | -                                                                       | 63’                                                                     |
| 6-7-2025                                                                | Berna                                                                   | Svizzera                                                                | 2 – 0                                                                   | Islanda                                                                 | Euro 2025 - 1° turno                                                    | 1                                                                       | 78’                                                                     |
| 10-7-2025                                                               | Ginevra                                                                 | Finlandia                                                               | 1 – 1                                                                   | Svizzera                                                                | Euro 2025 - 1° turno                                                    | -                                                                       | 71’                                                                     |
| 18-7-2025                                                               | Berna                                                                   | Spagna                                                                  | 2 – 0                                                                   | Svizzera                                                                | Euro 2025 - Quarti di finale                                            | -                                                                       | 62’ 64’                                                                 |
| Totale                                                                  |                                                                         | Presenze                                                                | 17                                                                      |                                                                         | Reti                                                                    | 5                                                                       |                                                                         |

## Palmarès

### Club
- Campionato svizzero: 1

Zurigo: 2022-2023
- Campionato italiano: 1

Roma: 2023-2024
- Coppa Italia: 1

Roma: 2023-2024
- Supercoppa italiana: 1

Roma: 2024